# Villefranche-de-Panat
Villefranche-de-Panat är en kommun i departementet Aveyron i regionen Occitanien i södra Frankrike. Kommunen ligger  i kantonen Salles-Curan som ligger i arrondissementet Millau. År 2022 hade Villefranche-de-Panat 678 invånare.

## Befolkningsutveckling
Antalet invånare i kommunen Villefranche-de-Panat
Referens: INSEE